# Ferruginol
Le ferruginol est un phénol naturel ayant une structure terpénoïde qui a été isolé à partir des aiguilles de séquoia à feuilles d'if (Sequoia sempervirens). Il s'agit d'un diterpène de la classe des abiétanes. 
Une étude sud-coréenne publiée en 2005 fait état des propriétés antitumorales du ferruginol, observées in vitro sur des cancers humains du côlon, du sein et du poumon. Cette substance possède également un effet antibactérien, ainsi qu'un effet protecteur sur l'estomac.